# Daifuku

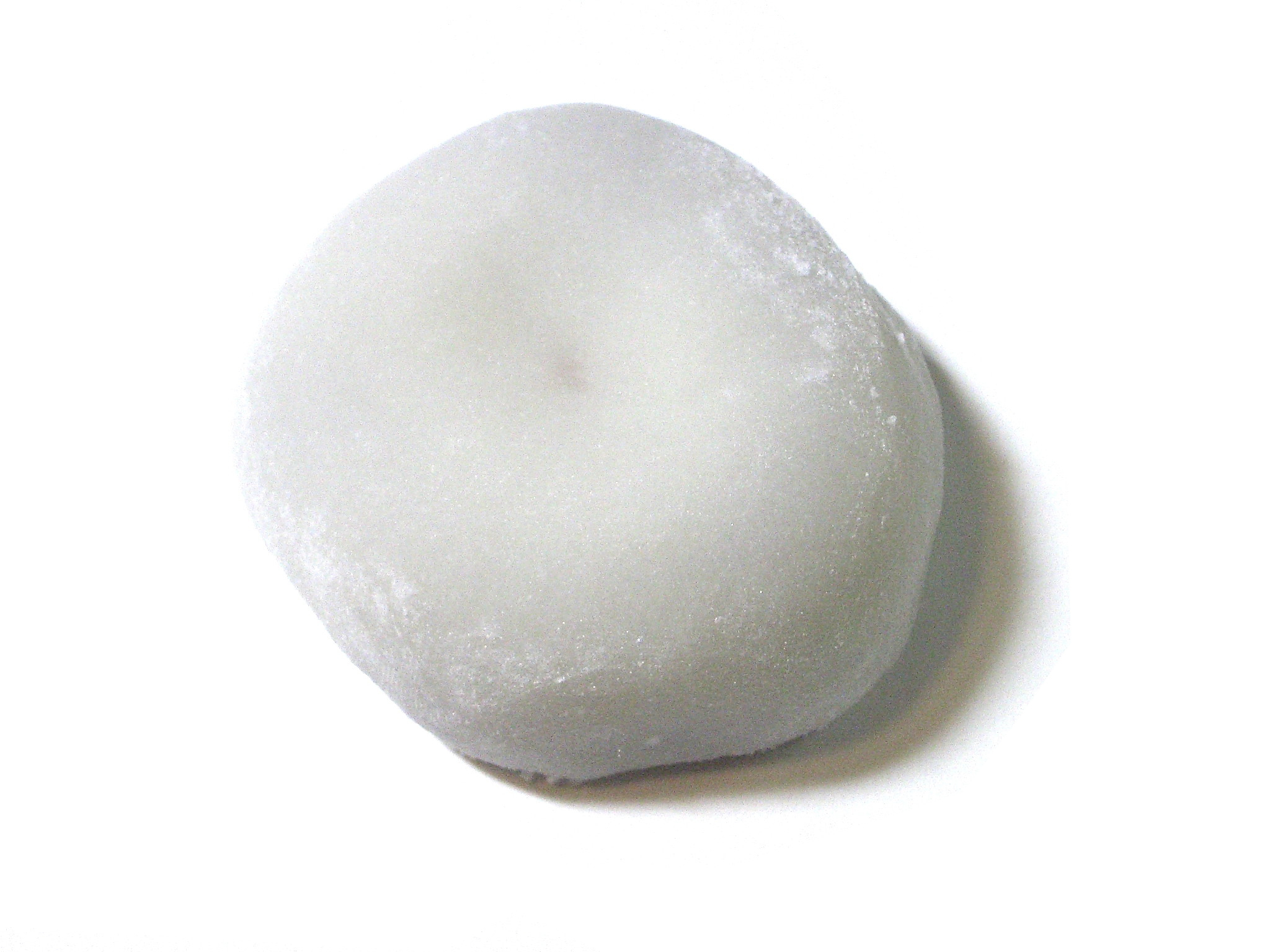
Daifuku.

El daifuku (大福,?  literalmente ‘gran suerte’) o daifukumochi (大福餅?) es un dulce japonés consistente en un pequeño mochi (pastel de arroz glutinoso) con un relleno dulce, comúnmente anko, pasta endulzada de judías azuki. En Corea existe un postre similar, llamado chapssaltteok (찹쌀떡).
Se elaboran muchas variedades de daifuku. El más común es un mochi blanco, verde claro o rosa claro relleno con anko, que suele venir en dos tamaños, uno pequeño y otro del tamaño de la palma de la mano. Algunas variedades contienen piezas de fruta entera, mezclas de fruta y anko o pasta de melón triturado. Casi todos los daifuku se recubren con una fina capa de almidón de maíz o taro para evitar que se peguen entre sí, o a los dedos. Algunos se recubren con azúcar glas o cacao.[cita requerida] Aunque el mochitsuki es el método tradicional de elaborar mochi y daifuku, también pueden hacerse en el microondas.

## Historia
El daifuku fue llamado originalmente harabuto mochi (腹太餅,?  ‘pastel de arroz vientre grueso’) por ir relleno. Más tarde el nombre cambió a daifuku mochi (大腹餅,?  ‘pastel de arroz vientre grande’). Debido a que fuku (腹?) (‘vientre’) y fuku (福?) (‘suerte’) se pronuncian igual en japonés, el nombre cambió más adelante a daifuku mochi (大福餅,?  ‘pastel de arroz gran suerte’), propiciatorio de la buena suerte. Para finales del siglo XVIII, el daifuku estaba ganando popularidad y la gente empezó a consumirlo tostado. También se usaban como regalo en ocasiones ceremoniosas.

## Variedades
Yomogi daifuku (蓬大福?)

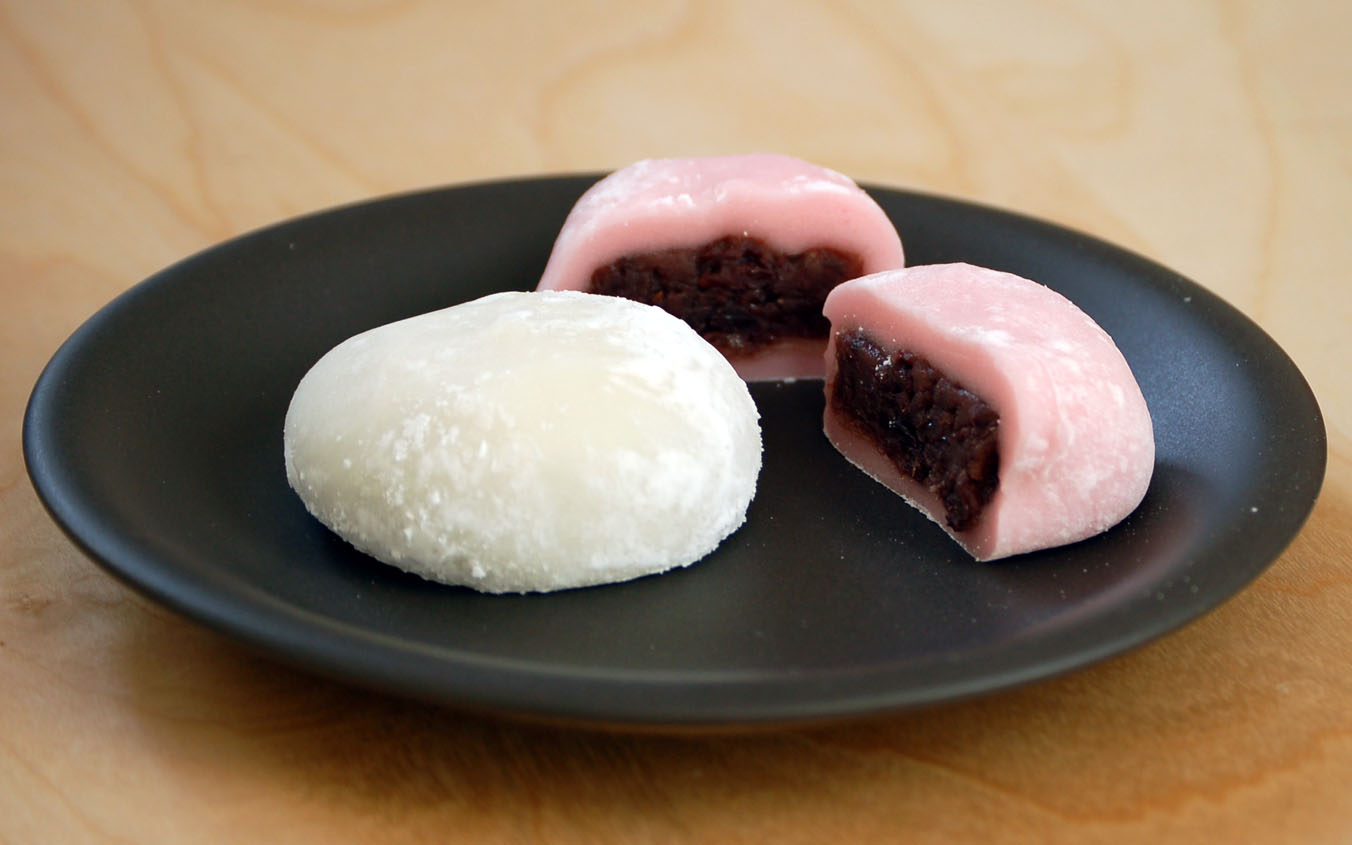
Daifuku entero y cortado.

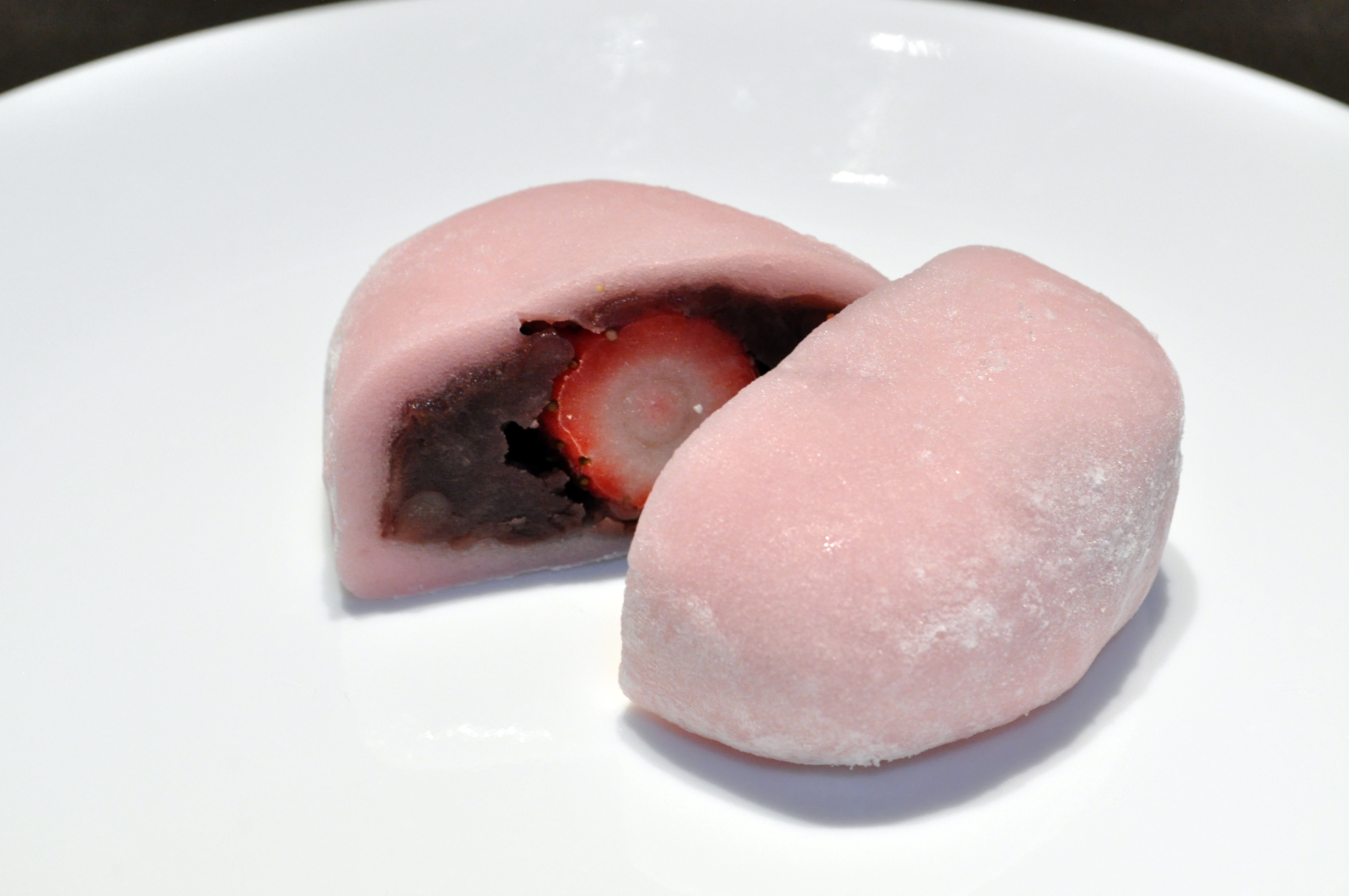
Ichigo daifuku

Una versión hecha con kusa mochi (草餅?), que es mochi con sabor a altamisa.
Ichigo daifuku (イチゴ大福?)
Una variante con fresa y relleno dulce, habitualmente anko, dentro de un mochi redondo pequeño. A veces se usan cremas para el relleno dulce. Al contener fresa, suele comerse en primavera. Fue inventado en los años 1980. Muchas pastelerías se atribuyen la invención, no conociéndose su origen exacto.
Yukimi Daifuku (雪見だいふく?)
Una marca de helado de mochi fabricada por la compañía Lotte.